# Hit the Road Jack
"Hit the Road Jack" é uma canção escrita por Percy Mayfield e gravada como uma demo a cappella em 1960, demo esta que foi enviada ao produtor Art Rupe. Ganhou fama um ano depois ao ser gravada pelo pianista e cantor Ray Charles com a vocalista Margie Hendricks, dos The Raelettes.

## Regravações notórias
- Richard Anthony (1961 - em francês como "Fiche le camp, Jacques")
- The Animals (1966)
- Helen Reddy (1972), no álbum I Am Woman
- Monica Zetterlund – Versão sueca com o nome "Stick iväg Jack" e letras por Beppe Wolgers
- Suzi Quatro (1974)
- The Stampeders com Wolfman Jack (1975)
- John Mellencamp (aka Johnny Cougar) (1976)
- Big Youth – uma versão reggae aparece em seu álbum de 1976 Hit the Road Jack. Também incluída em Natty Universal Dread 1973–1979
- Blind Date (1986)
- The Residents (1987)
- Buster Poindexter (1989)
- Tokyo Ska Paradise Orchestra (1990 - Ska Para Toujou)
- The Weather Girls (1999)
- Hermes House Band (2004 - Get Ready To Party)
- Miyavi (2005 – ao vivo)
- Tic Tac Toe (2006)
- Mo' Horizons (em português como "Pé Na Estrada")
- The Easybeats
- Sha Na Na
- Renee Olstead - no álbum Skylark, de 2009
- Shirley Horn - no álbum Light out of Darkness (A Tribute to Ray Charles), de 1993
- Jamie Cullum e Tim Minchin regravaram a canção em Friday Night with Jonathan Ross no dia 23 de outubro de 2009
- John Farnham regravou a canção e a combinou em uma medley com a faixa "Fever" em seu álbum de 2010 Jack
- Pentatonix (2013)
- Acid Drinkers no áalbum Fishdick Zwei – The Dick Is Rising Again (2010)
- Casey Abrams com Haley Reinhart no álbum de estreia de Casey Casey Abrams (2012)
- The Overtones com Beverley Knight no álbum Saturday Night at the Movies (2013)
- Robbie Williams tocou a canção na turnê Swings Both Ways Arena, e aparece no álbum ao vivo correspondente (2014)

## Paradas
| Parada (1961)                     | Maior posição |
| --------------------------------- | ------------- |
| Australia (Kent Music Report)     | 3             |
| Bélgica (Ultratop 50 de Flandres) | 13            |
| France (SNEP)                     | 42            |
| Reino Unido (UK Singles Chart)    | 6             |
| US Billboard Hot 100              | 1             |
| US Hot R&B Sides (Billboard)      | 1             |

| Parada (2011) | Maior posição |
| ------------- | ------------- |
| França (SNEP) | 90            |